# Stig Danielsson
Stig Danielsson   (Göteborg, 24 de gener de 1920 - Backa, 24 de novembre de 2011) fou un atleta suec, especialista en curses de velocitat, que va competir durant la dècada de 1940.
En el seu palmarès destaquen dues medalles en el 4x100 metres al Campionat d'Europa d'atletisme. D'or el 1946, formant equip amb Inge Nilsson, Olle Laessker i Stig Håkansson; i de bronze el 1950, formant equip amb Gote Kjellberg, Leif Christersson i Hans Rydén. També guanyà dos campionats nacionals dels 200 metres, el 1946 i 1950.

## Millors marques
- 100 metres. 10.5" (1947)
- 200 metres. 21.9" (1946)[3]